# Дюпкун (озеро, бассейн Котуя)
Дюпку́н — проточное озеро тектонического происхождения в Красноярском крае России, располагается на севере Эвенкийского района, входит в состав Путоранского государственного природного заповедника, внесённого ЮНЕСКО в список объектов Всемирного наследия.
Код водного объекта в государственном водном реестре — 17040200111117600000455.

## География
Озеро Дюпкун находится на высоте 388 м над уровнем моря, занимая межгорную ложбину на юго-восточной окраине плато Путорана. Его площадь составляет 89,6 км², площадь водосборного бассейна — 2538 км². Длина озера около 40 км, ширина достигает 4,5 км (диапазон приблизительно от 300 м до 5 км). По некоторым сведениям, глубина озера может достигать 200 м. Через Дюпкун проходит верхнее течение реки Котуй, которая сливаясь с рекой Хетой, образует реку Хатангу, впадающую в море Лаптевых. Котуй впадает в озеро на северо-западе и вытекает на юго-востоке. Другой значительный приток — река Бурус, впадающая в озеро в западной части. Течение на озере почти отсутствует, но может появляться в периоды обильных дождей. Берега в основном крутые, окружены горами высотой до 1103 м.
На озере отсутствуют постоянные населенные пункты, однако на его берегах имеются кочевые стойбища эвенков.

Недалеко от места впадения в озеро реки Курейки вблизи берега озера имеется водопад «Фокинский», названный по имени путешественника Игоря Фокина, пропавшего без вести в этих местах в 2014 году.

## Биология
Озеро богато рыбой. В нём обитают пелядь, сиг, ленок, таймень, окунь, сорога, карась.